# Pedro Alcalá-Zamora Ruiz de Tienda
Pedro Alcalá-Zamora y Ruiz de Tienda (Priego de Córdoba, 29 de abril de 1778 -Priego de Córdoba, 24 de mayo de 1850), fue un militar y político español.

## Biografía
Nacido el 29 de abril de 1778 en Priego de Córdoba, Pedro Alcalá-Zamora y Ruiz de Tienda fue capitán de Caballería y familiar del Santo Oficio de la Inquisición de Priego desde 1802, título heredado de su padre. Era hijo de Francisco Waldo Alcalá Zamora, familiar del Santo Oficio, y de Sabiana Sebastiana Ruiz de Tienda, ambos naturales de Priego de Córdoba. Se casó con María Candelaria Franco Ayerve, natural de El Coronil, hija de Luis Franco de Vargas, abogado de los Reales Consejos, natural de Sevilla, y de María Laura Ayerve y Albarado, natural de Carcabuey. Del matrimonio nacieron ocho hijos, y sobrevivieron cinco: José, Pedro, Mercedes, Luis y Federico. 

### Trayectoria política
Alcalde de Priego de Córdoba desde 1803, durante la Guerra de la Independencia participa en diversas acciones bélicas y alcanza el grado de capitán de Caballería de Dragones. Entre otras acciones, dirigió una compañía de 700 soldados de su localidad en la batalla de Bailén. Diputado a Cortes en 1834 por la circunscripción de la provincia de Córdoba, repitió escaño en las siguientes legislaturas, unas veces por la circunscripción de Córdoba y otras por las de la provincia de Granada. Su hijo José Alcalá-Zamora Franco desempeñó un papel destacado en el pronunciamiento de 1854 por el Partido Liberal Progresista y resultó elegido diputado en el período 1854-1856.

### Obras
Es autor de una historia manuscrita de Priego fechada a mediados del siglo XIX, de dos artículos sobre el cultivo del olivo y elaboración del aceite, y de múltiples árboles genealógicos. En unión de su amigo, el marqués de Cabriñana escribió la obra “Memoria sobre los obstáculos que impiden el fomento de la agricultura”.